# Vălcineț, Călărași
Vălcineț este una dintre cele mai mari localități din raionul Călărași, Republica Moldova. Localitatea se află în partea de nord-vest a raionului Călărași, în apropiere de raioanele Ungheni și Nisporeni, la poalele rezervației Plaiul Fagului.
Satul Vălcineț se află la distanța de circa 16 km de orașul Călărași și la 66 km de Chișinău.
Localitatea este situată în regiunea centrală a Republicii Moldova, în zona de Codru, fiind înconjurat de păduri seculare, vii și livezi. În partea de nord-vest satul se mărginește cu rezervația științifică „Plaiul Fagului”.
Populația satului numără aproximativ 5.000 locuitori.

## Istorie
Actul vânzare-cumpărare a satului Vălcineț din 1720. 1720(7230) noiembrie 5 Iași. Fostul mare vornic Ion Balșe vinde domnului Mihail Racoviță jumătate din satul Vălcineț ținutul Orhei.
Catagrafia din 1803 cunoscut și sub numele de Cronică Iluziilor, ne redă o informație valoroasă privind statisticile populație din satul Vălcineț. Așadar, conform aceste catagrafii în satul Vălcineț era scrisă următoarea informație:
- Ocolul Fața Bâcului, Vălcineștii a mănăstirii Făstăcii, asemeni (cu breslașii ot Greblești.)
- Numărul oamenilor-136 liudi;
- Banit unui sfert nou 3 luni-704 lei;
- Suma peste tot a biroului anual-2816 lei;

Încă în cronica medievală (17 iulie 1436) se vorbește despre existența satului, pe malul sting al Cotovețului (în prezent rîul Bîc). Istoria satului este bogată în legende legate de anumite locuri și obiective, precum Șipotul Ruginit, Beciul Turcului, Izvorul lui Ștefan cel Mare, Râpa lui Tofan etc., ultimele două fiind arii protejate de stat. O altă arie protejată din împrejurimi este rezervația peisagistică Temeleuți, care se întinde între Vălcineț și Temeleuți.
La data de 2 februarie 1819, în localitate a fost sfințită biserica de lemn, pe temelie de piatră, cu hramul Sf. Nicolae.
Conform reviziei din 1819, numărul locuitorilor satului Vălcineț era de 124 persoane.
În ultimii ani în infrastructura satului au fost investite surse considerabile, avînd loc conectarea gospodăriilor la rețeaua de gaz, reparația școlii, conectara cu apă a multor gospodării, deschiderea unei săli pentru nunți și a unei discoteci, reparația capitală a unor porțiuni de drum.
Conform recensământului din 1772-1773 satul Vălcineț ocolul Fața Bâcului, Ținutul Orhei se înregistra în proprietatea Mănăstirii Sfânta Vineri, cu un număr de case locuibile 81, slugi la boieri 3 țigani, 2 capi de familie liberi din rangul duhovnicesc, 71 capi de familie liberi de moldoveni, 5 babe văduve.
Recensământul din 1774.
Vălcinețul
```
Cu Slavogvardie Din 1773, 28
februarie

98 - toată suma caselor
```

```
98 -scădere rufeturile, însă: 91 scutelnici colonelului baron
```

```
2 popi
1 diacon
3 femei sărace
1 țigan
```

```
 Scutelnici baronului 
```

```
1. Grigoraș, vornicul
2. Ștefan nepot lui Curmeiu
3. Enaki a Tofani
4. Vasile fratele lui Enaki
5. Maftei Ciumaș
6. Ștefan Ciumaș
7. Ionica Ciumaș
8. Ursul Ciumaș
9. Pavel zet Boboc
10. Simion zet Tofani
11. Grigorie zet Negroai 
12. Simion fiul Negroai
13. Sandul Roșca 
14. Lupașco Roșca 
15. Grigoraș fiul lui Negroai
16. Tofan fiul lui Dovletliu
17. Stati a Nekiti
18. Tuador fiul lui
19. Dumiru fiul Hinkulesi
20. Ionica Cotilici
21. Savin Moșneag
29. Ștefan Popa
23. Gheorghie,rotar
24. Ion Curmeiu
25. Vasyl Kurmeyu
26. Ionica frate lui Grigoraș vornic 
27. Kostantin, pîslar
28. Karpu fiul lui Panaite
29. Damian Ioniță
30. Tudose fiul lui Enake
31. Dumitrake fiul lui Enake
32. Dănilă Zgherea 
33. Ursul, evreu
34. Antohi, vornik
35. Iamandi Moșneaga
36. Vasile Țurcanu
37. Ursul Țurcan 
38. Simion Kornian
39. Gheorghe a salahorici
40. Mihne Bortă
41. Mihail fiul Ștefan 
42. Gheorghie a Tomi
43. Mihail zet Tomi
44. Nicolai Bularda
45. Maftei zet Bolard
46. Sandu Caplat
47. Vasile Andrei
48. Ștefan fiul lui Pevăloae
49. Moise, fiul lui Pavaloae
50. Ilie fiul lui  Pevaloae
51. Ioniță fiul Vlad
52. Elie fiul lui Lupu
53. Lupu, pușkaș
54. Gavril fiul Andrei
55. Ștefan Șeremet
56. Vasile Șeremet
57. Maftei fiul Lupul
58. Vasile, pușcaș
59. Grigoraș fiul Năstase 
60. Stati, butnar
61. Ionica Delianul 
62. Antohi Micul
63. Ioniță Ilie
64. Konstantin fiul Babi
65. Mihaiu fiul lui pușcaș
66. Ionica, cibotar
67. Antohi cumnat Ursului 
68. Ion Balan 
69. Parfeni fiul Andrei
70. Apostul zet Senekei
71. Savin Cenușă 
72. Mardari fiul tătar
73. Afteni zet Iamandei
74. Ion Bobocul
75. Necolai fiul Tofani
76. Ursache , evreu
77. Kiriac Kurmeiu
78. Ionica Cenușe
79. Dumitrașcu Stirbul
80. Konstantin fratele lui Vasile
81. Opre Rîșțoiul 
82. Ion Tataru
83. Timofti Balan
84. Darie Poiană
85. Simion zet Simion
86. Mardari Veșko
87. Timofti Balan
88. Maftei Krețul
89. Ion fiul lui Vasilkai
90. Iftimie
91. Nistor zer lui Simon
```

```
Rufeturile
```

```
1. Popa Iftimi
```

```
2. Popa Toader
```

```
3. Stefan, diacon 

4.Gafița, săracă 
```

```
5. Senika, săracă
```

```
6. Anița, săracă
```

```
7. Darius, herar, țigan
```

## Administrație și politică
Componența Consiliului local Vălcineț (13 consilieri), ales la 5 noiembrie 2023, este următoarea:
|  | Partid                                | Consilieri | Componență | Componență | Componență | Componență | Componență | Componență | Componență | Componență | Componență | Componență |
|  | ------------------------------------- | ---------- | ---------- | ---------- | ---------- | ---------- | ---------- | ---------- | ---------- | ---------- | ---------- | ---------- |
|  | Partidul Acțiune și Solidaritate      | 10         |            |            |            |            |            |            |            |            |            |            |
|  | Candidat independent ION GHEMU        | 1          |            |            |            |            |            |            |            |            |            |            |
|  | Partidul Liberal Democrat din Moldova | 2          |            |            |            |            |            |            |            |            |            |            |

Români ne-au fost strămoșii, români noi suntem și vom fi în veci! 
Trăiască Vălcineț! Trăiască neamul nostru românesc! 🇷🇴

## Galerie de imagini

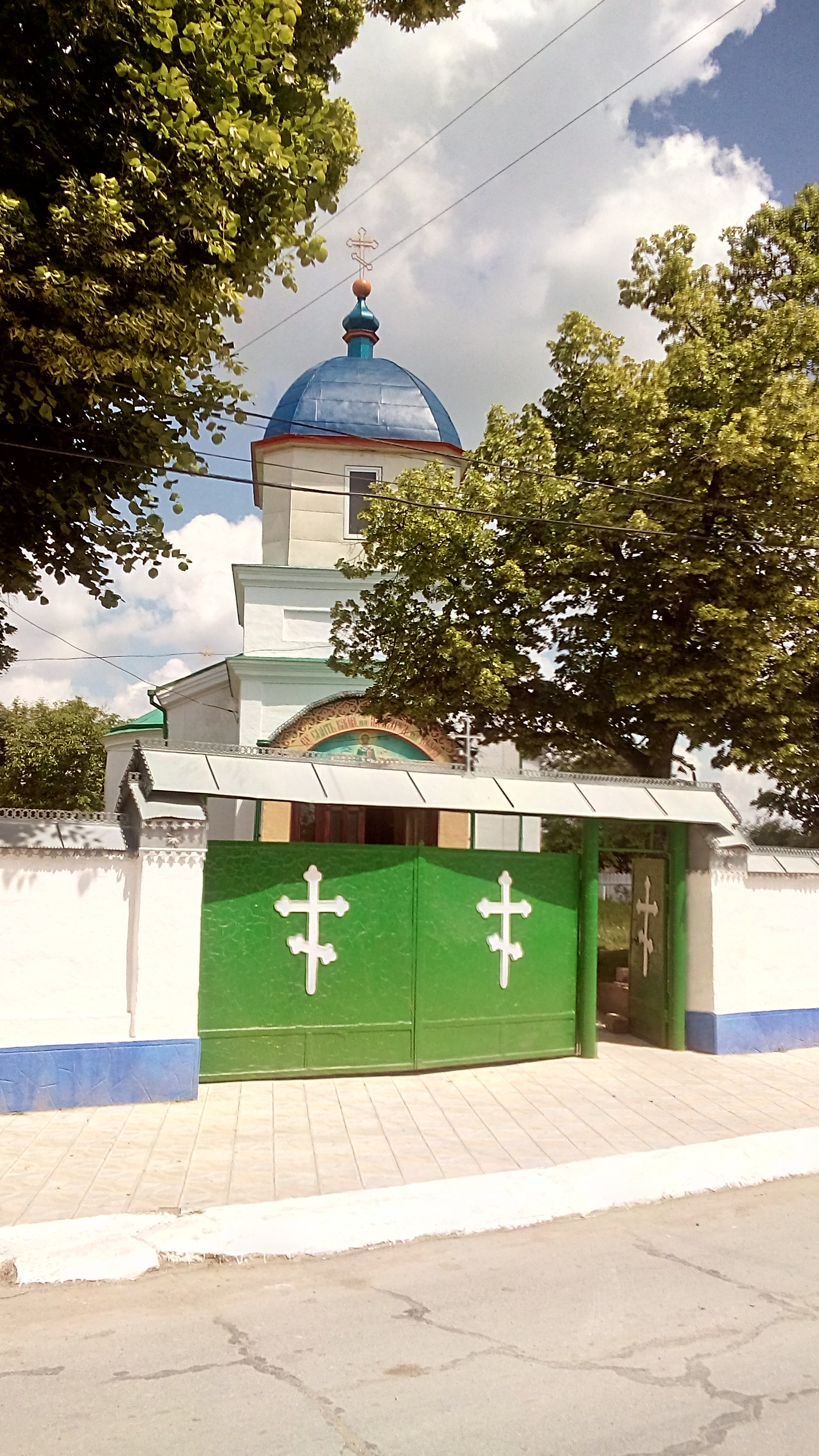
Biserica din localitate
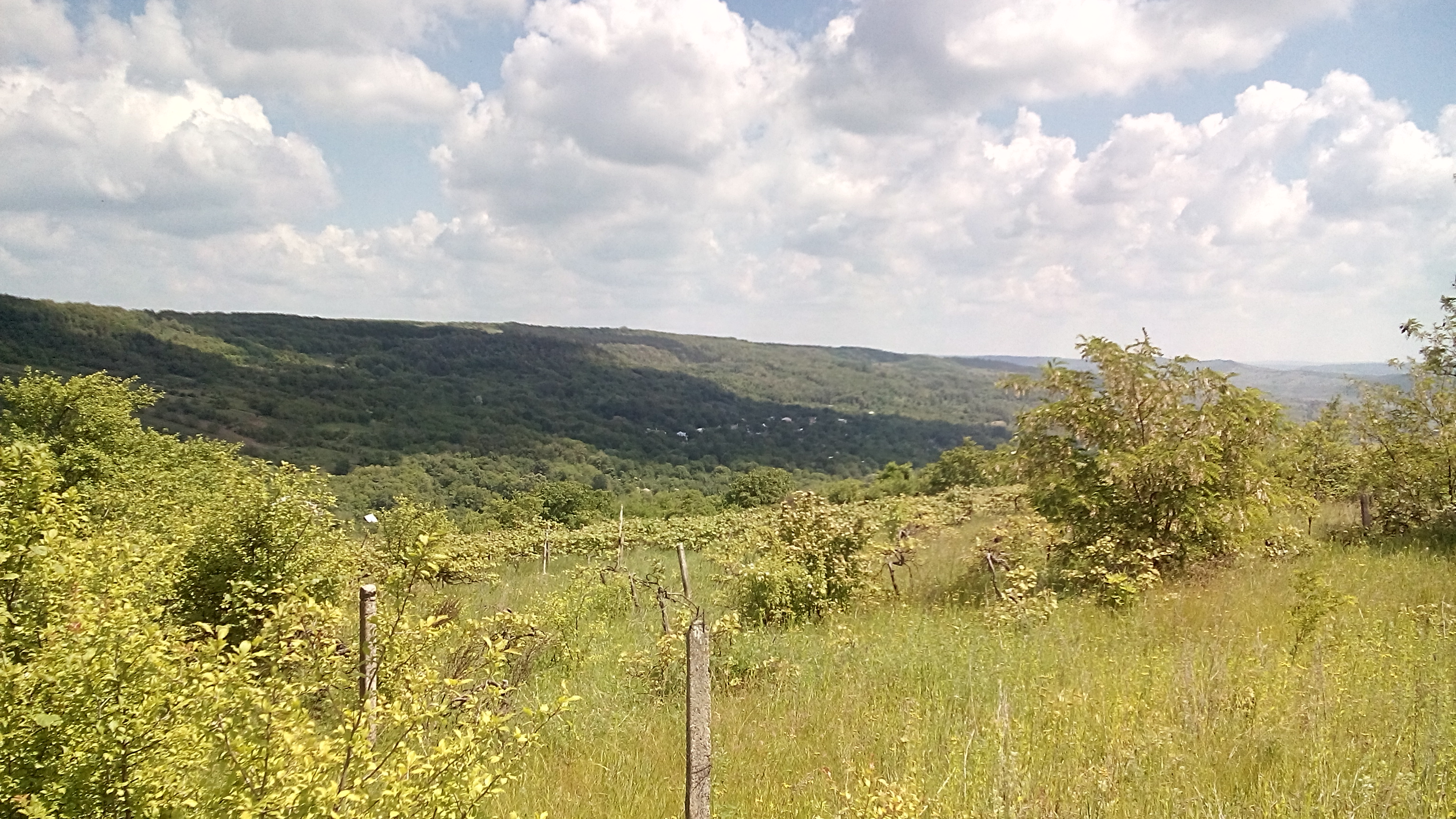
Păduri la nordul satului
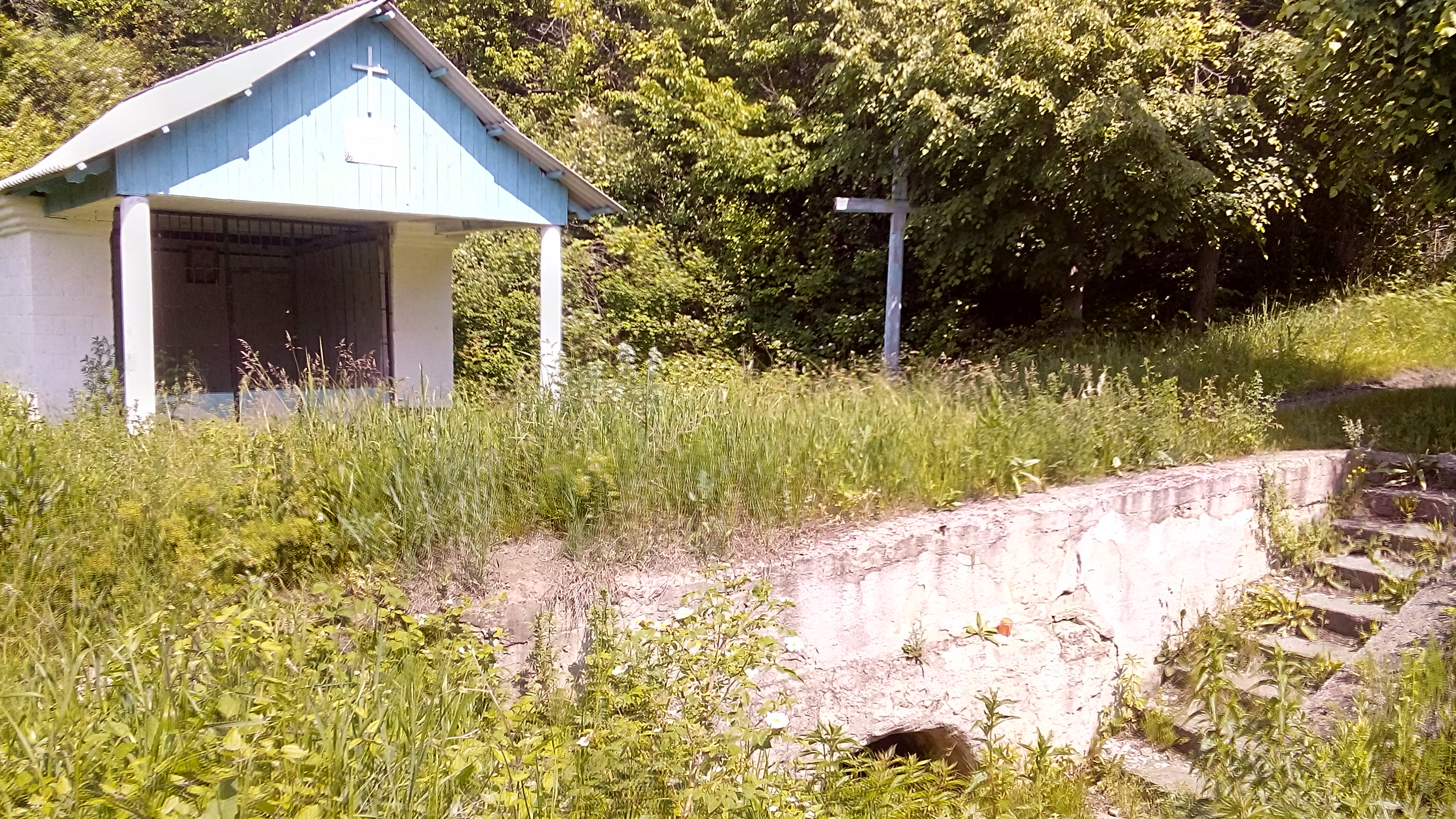
Izvorul lui Ștefan Vodă, aflat la est de localitate
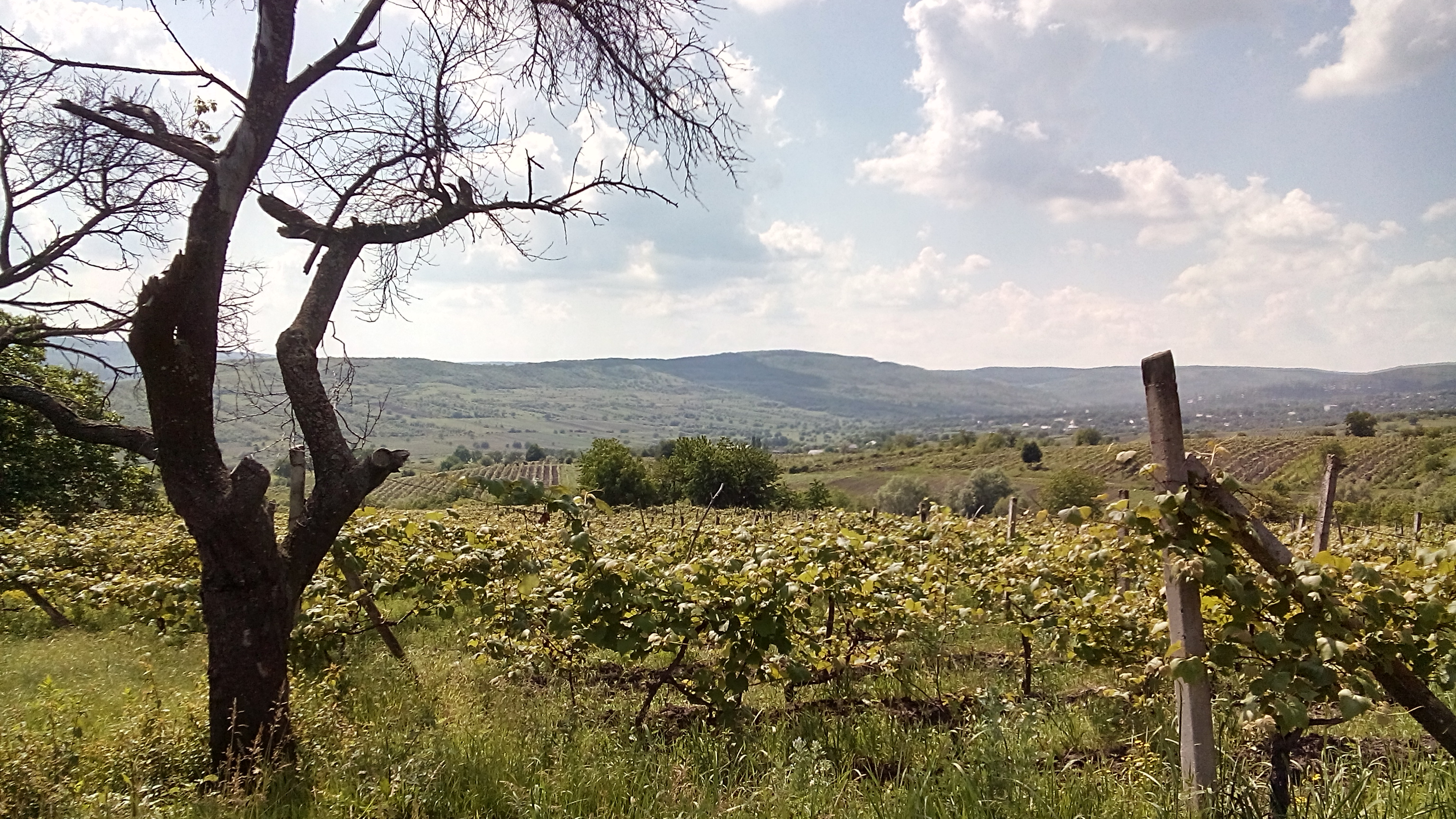
Podgorii la estul localității
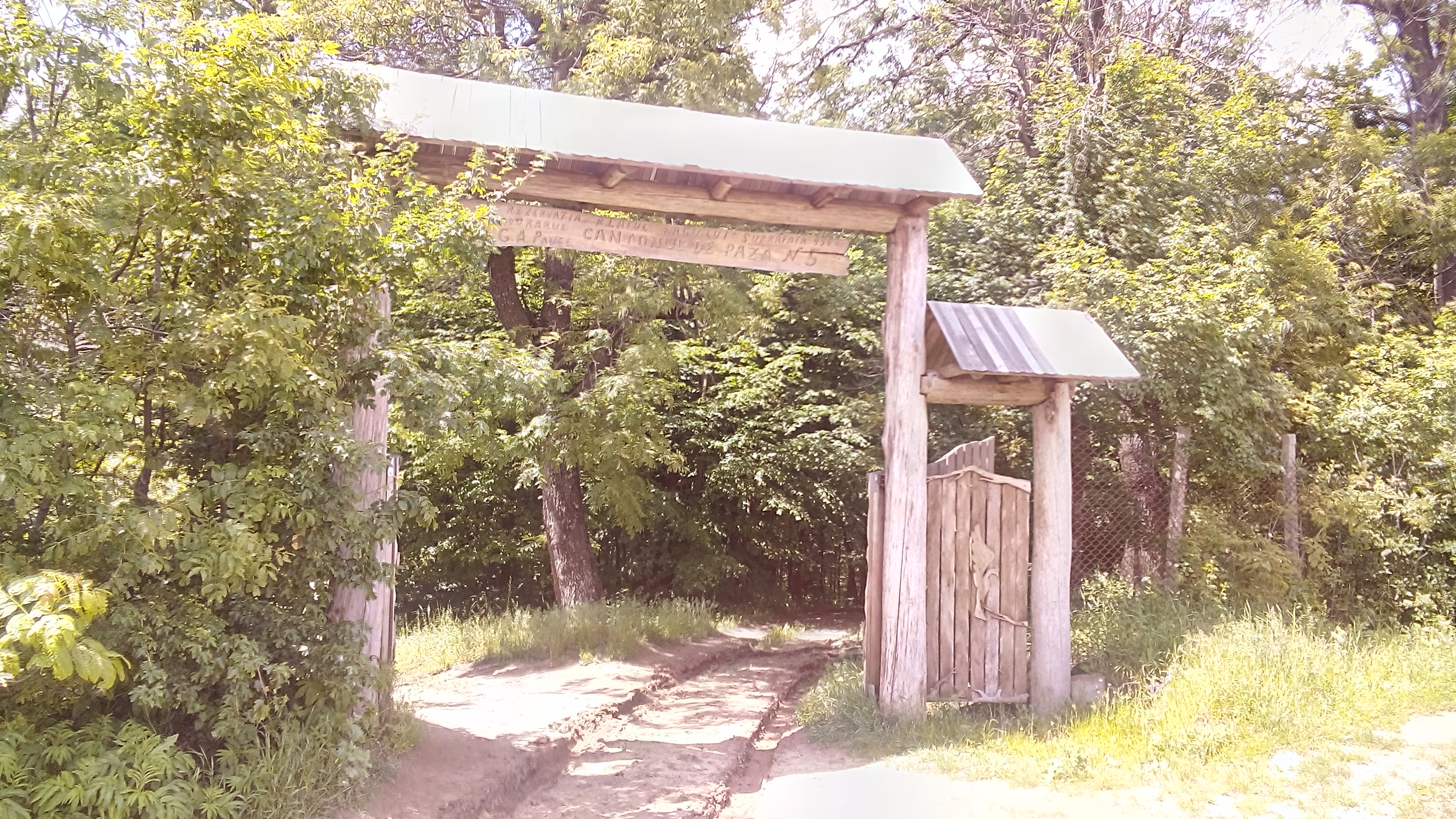
Intrare în rezervația Plaiul Fagului dinspre Vălcineț